# 保阪尚希
保阪 尚希（ほさか なおき、本名：同じ、旧芸名：保坂尚希→保阪尚輝→保坂尚輝〈いずれも現芸名と読み同じ〉、1967年〈昭和42年〉12月11日 - ）は、日本の俳優、タレント、健康料理研究家、通販コンサルティング。現在の所属事務所は有限会社サンクチュアリ。

## 略歴・人物
1967年、静岡県静岡市生まれ。
7歳の時に両親が自殺。中学卒業後、静岡北高等学校に入学するも一年で中退。アルバイトをしながら明治大学付属中野高等学校定時制へ通い卒業。
1983年から1986年の役者デビューまで、哀川翔、柳葉敏郎、小木茂光たちが所属していた劇男一世風靡と分裂した後の零心会に大道具係として参加していた。
1986年にテレビドラマ「チェッカーズ・イン・涙のリクエスト」への出演でデビュー。同年、テレビドラマ『このこ誰の子?』では、影のある青年を演じ、注目されるようになる。
1990年代、多数のテレビドラマや映画に出演し、女性から人気をえていた。
1992年の映画『パ★テ★オ』では二役を演じ、日本アカデミー賞新人俳優賞を受賞した。
1994年のテレビドラマ『家なき子』では、主人公すずの担任で、小学生のときに、一家心中を試みた父親によって母親を殺害され、里子に出された過去を持つ不遇の教師を演じ、話題になった。
1998年11月より、『笑っていいとも!』の姓名判断コーナーで安斎勝洋から改名することを勧められ、芸名を保阪尚輝から保坂尚輝に改め、更に2005年8月より、芸名を本名と同じ保阪尚希に改める。
2000年に腹膜炎・内臓破裂で一時危篤状態となったが、緊急手術で一命をとりとめる。その後、健康や食生活に対する考えを改め、フードアナリストやジュニア野菜ソムリエなどの資格を取得。
現在では、簡単で楽しく料理できる調理器具や、健康的で美味しい食品を手軽に食べてもらえるようにとの思いを込めて商品開発も行う会社「保阪流」を設立。年商10億を稼ぐ通販コンサルタントとして大活躍している。

### 趣味
芸能界屈指の釣り好きで知られ、『とんねるずの生でダラダラいかせて!!』の釣りコーナーにおけるレギュラー的存在にもなった。釣りの経験はかなりあるようで、『生ダラ』で船釣りに行った際に時化の海で、石橋貴明や輪島大士が船酔いで苦しんでいるにもかかわらず、呑気に食事をしながら「だらしないなぁ、これ位で船酔いしちゃぁ」と悠然と構えていた。また、野々村真と釣り番組に出演し、野々村に魚の大きさで負けた際には「マコ兄ぃに負けるなんて、俺のプライドが許さない」と言っていることから、釣りの腕前には相当の自信を持っているようである。尚、保阪は「釣りは男の壮大なロマンだ!」と言っているが、前妻の高岡早紀に「いったい、何が面白いのか分からない」とバカにされたというエピソードも披露している。
料理の腕前はプロ級であり、結婚していた時は保阪が料理をしていたこともあった。その経験を買われたのか、日本テレビの朝のワイドショー『レッツ!』では全国の美味しい料理店のリポーターとしても活躍していた。
車好きは以前から有名で、一時は最大で38台もの車を所有し、月極駐車場を貸し切ってポルシェの全車種を同時に所有していたほどであった。

### 私生活
一般女性と離婚後、1996年に女優の高岡早紀と2度目の結婚。二児をもうける。しかし高岡が布袋寅泰と不倫関係になり、2004年6月に離婚。離婚届提出後も子供のために、暫くの間同居を継続させていることを明らかにし、話題を集めた。同居を続けた理由の一つとして、自身が幼少時代に経験した寂しい記憶を挙げている。両親の自殺により、突然自分の前から親が消えてしまったことが非常に辛い記憶になっており、何の予兆もなく、いきなり目の前から居なくなることをしたくなかった。同じような辛い経験を子供にはさせたくなかったから、と本人は語った。家にいる時間を徐々に短くしていき、半年後、保阪は家を出て正式に同居を解消（子供達の親権は保阪が得た）。
2007年3月22日、記者会見を開き、同年4月12日に熊本県合志市の六水院で得度を受け、両親の33回忌供養のために仏門に入る旨を明らかにした。剃髪は行わず、芸能活動も継続、法名は尚陽。翌年、両親の供養が終わった後に法名を返納、僧侶としての活動を終える。

## 出演

### テレビドラマ
- 月曜ドラマランド（フジテレビ）
  - 結婚ゲーム2:A夫婦フォーカスどきどき親衛隊（1986年6月30日）
  - 「ボクの初体験」（1986年7月14日）- 主演・宮田英太郎
- このこ誰の子?（1986年10月 - 1987年3月、フジテレビ系・大映テレビ）- 朝比奈拓也
- 殺人記念写真 和田アキ子のDPE屋シリーズ2 危険フォーカス少年（1987年4月21日、日本テレビ系・火曜サスペンス劇場）
- 恋に恋して恋きぶん（1987年、TBS）- 杉本高志
- 少女コマンドーIZUMI 第7話「戦う教室!」（1987年、フジテレビ）- 深町信太郎
- ユーミンに恋してる（1988年、関西テレビ・フジテレビ）
- 藤子不二雄の夢カメラ 第1話「恋人カメラ」（1988年2月25日、フジテレビ）
- 東京ゲーム（1988年6月10日、TBS）
- 大河ドラマ（NHK）
  - 武田信玄（1988年）- 長野業成
  - 信長 KING OF ZIPANGU（1992年）- 織田信行
  - 葵 徳川三代（2000年）- 大野治長
- 春燈（1989年1月2日、テレビ朝日系・開局30周年記念 新春3時間ドラマスペシャル）
- はいすくーる落書（1989年1月6日 - 3月24日、TBS）- 黒木明
  - はいすくーる落書スペシャル（1989年12月29日）
- 会いたくて（1989年、日本テレビ）- 磯田修
- 荒木又右衛門 決闘・鍵屋の辻（1990年1月1日、NHK・ドラマスペシャル）- 渡辺数馬[2]
- びいどろで候〜長崎屋夢日記（1990年4月11日 - 7月4日、NHK）- 遠山金四郎
- 八百八町夢日記 第1シリーズ 第28話「片思い恋の絵草紙」（1990年6月19日、日本テレビ）- ゲン
- 世にも奇妙な物語（フジテレビ）
  - 「遅すぎた恋人」（1990年8月9日）- 男
  - 「シガレット・ボム!」（1991年11月28日）- 主演・雅樹
  - 冬の特別編「追っかけ」（1996年1月4日）- 主演・佐藤ひろし
  - 秋の特別編「和服の少女」（1999年9月27日）- 主演・篠原隆一
- スクールウォーズ2（1990年、TBS）- 新田明
- 刑事貴族 第32話「警官嫌い」（1991年2月15日、日本テレビ）
- 冬の京都幽霊事件・ミステリー研女子大生のドキドキ名推理！（1991年3月5日、テレビ朝日系・火曜ミステリー劇場）
- 映画みたいな恋したい（テレビ東京系列）
  - 「パリの恋人」（1991年4月20日）
  - ヒッチコック特集(1)「鳥」（1991年8月3日）
- 学校へ行こう! 第10話「純情少女のキケンな放課後!」（1991年6月10日、フジテレビ）- 大学生
- ルージュの伝言 VOL.15「ANNIVERSARY」（1991年7月10日、TBS）
- パ★テ★オ（1991年7月10日、フジテレビ系・金曜ドラマシアター）- 木田信一 / 吉田茂（二役）
  - パ★テ★オ PART1（1992年9月18日）
  - パ★テ★オ PART2（1992年10月23日）
- あの日の僕をさがして（1992年、TBS）- 森田健一
- 悪女II サンテミリオン殺人事件（1993年1月4日、フジテレビ・新春ミステリースペシャル）- 小林雅人
- あの日に帰りたい（1993年、フジテレビ）- 永井準二
- if もしも「結婚するなら金持ちの女かなじみの女か」（1993年4月22日、フジテレビ）- 主演
- 憎しみに微笑んで（1993年、TBS）- 主演・牧野幸治
- 家なき子（1994年、日本テレビ）- 片島智之
- 毎度ゴメンなさぁい（1994年、TBS）- 高田一也
- 夢見る頃を過ぎても（1994年、TBS）- 主演・野崎多聞
- 輝く季節の中で（1995年、フジテレビ）- 澤田俊介
- 毎度おジャマしまぁす（1995年、TBS）- 沢野一也
- 外科医柊又三郎（1995年、テレビ朝日）- 斉門純一
- たたかうお嫁さま（1995年、日本テレビ）- 岡村俊平
- 俺たちに気をつけろ。（1996年、日本テレビ）- 主演・大友巧
- ひと夏のプロポーズ（1996年、TBS）- 川嶋隆
- 踊る大捜査線 第10話、最終話（1997年、フジテレビ）- 安西昭次
- ガラスの靴（1997年、日本テレビ）- 江崎透
- フェイス（1997年、関西テレビ・フジテレビ）- 谷合裕介
- 研修医なな子（1997年、テレビ朝日）- 緒方俊介
- お礼は見てのお帰り（1998年1月2日、関西テレビ・迎春ドラマスペシャル）
- 新・同棲時代「愛人志望」（1998年4月3日、TBS・柴門ふみスペシャル）- 主演
- 凄絶!嫁姑戦争 羅刹の家（1998年、テレビ朝日）- 小椋貴史
- サラリーマン金太郎シリーズ (TBS) - 鷹司誠士
  - サラリーマン金太郎（1999年）
  - サラリーマン金太郎 超ド迫力！秋の２時間スペシャル（1999年10月3日）
  - サラリーマン金太郎2（2000年）
  - サラリーマン金太郎3（2002年）
  - サラリーマン金太郎4（2004年）
- もう呼ぶな、海！（1999年2月23日、STV）
- ラビリンス（1999年、日本テレビ）- 橘川達也
- てっぺん（1999年、テレビ朝日）- 石井光
- 金曜日の恋人たちへ 第1話（2000年、TBS）- 友情出演
- カネボウヒューマンスペシャル「大地の産声が聞こえる〜15才 いちご薄書〜」（2000年2月8日、日本テレビ）
- 多重人格探偵サイコ/雨宮一彦の帰還（2000年5月2日 - 7日、WOWOW）- 主演・雨宮一彦
- カバチタレ! 第1話（2001年1月11日、フジテレビ）- 茸本健司
- 別れさせ屋 第6話（2001年2月12日、YTV）- 高津
- フレーフレー人生!（2001年、YTV）- 石井弘志
- ルージュ（2001年、NHK）- 黒川慎吾
- がんばらない（2001年11月3日、TBS）
- 陰陽師☆安倍晴明〜王都妖奇譚〜（2002年、フジテレビ）- 藤原将之
- 松本清張没後10年記念・張込み（2002年、テレビ朝日）- 桐生署署長
- 怪談百物語 第11話「怪談源氏物語」（2002年11月26日、フジテレビ）- 光源氏
- 刑事★イチロー（2003年、TBS）- 立原慎治
- あなたの人生お運びします 第8話（2003年、TBS）- 坂田
- おとり捜査官・北見志穂8（2004年12月4日、テレビ朝日系・土曜ワイド劇場）- 久保田直人
- 相棒 season3 第8話（2005年、テレビ朝日）- 北潟誠吾
- 江戸前鮨職人きららの仕事（2005年5月25日、TBS系・水曜プレミア）- 坂巻慶太
- 東京ワンダーツアーズ TOKYO WONDER TOURS（2005年9月3日、日本テレビ）
- 水曜ミステリー9（テレビ東京）
  - 「信濃のコロンボ事件ファイル 乗せなかった乗客」（2005年）- 宮下勝信/宮下智幸（二役）
  - 下町・おかず横丁殺人事件簿（2005年）- 石井（友情出演）
  - 警視庁黒豆コンビ（2006年）- 今村浩一郎
  - 「捜査検事・近松茂道6・拳銃魔」（2006年）- 木戸達彦
  - 黒い骨（2007年）- 向井仁
  - 「刑事ガサ姫 -警視庁特命家宅捜索班-3」（2014年）- 越水輝夫
  - 「不倫調査員・片山由美14 京都・花の殺人乱舞」（2014年）- 窪田正道
- 金田一少年の事件簿 吸血鬼伝説殺人事件（2005年、日本テレビ）- 流山森太郎
- ドラマ・コンプレックス（日本テレビ
  - 「ブラックウィドー未亡人」（2005年）- 南条貴志
  - シロサギは静かに笑う（2006年）- 尾崎隆
- 天下騒乱〜徳川三代の陰謀（2006年、テレビ東京）- 池田忠雄
- 夜王〜YAOH〜（2006年、TBS）- 赤城達也
- 土曜ワイド劇場（テレビ朝日）
  - 「家政婦は見た! 美貌の女社長、8000億の秘密…秋子に似たソックリ女の謎!」（2007年）- 竹内信
  - 「刑事殺し2」（2008年）- 片山昭人
- 愛の迷宮（2007年、東海テレビ・フジテレビ系）- 主演・鮎川光男
- 坊っちゃん先生（2007年2月20日、日本テレビ）
- 新・科捜研の女 第4シリーズ 最終話「マリコ殉職!?葬られた弾道鑑定!!マリコ、科学者の誇りをかけた最後の鑑定!!」（2008年、テレビ朝日）- 鳴海亮
- 奥様は警視総監（2008年7月11日、フジテレビ）- 木下柊司
- ジャッジ 〜島の裁判官奮闘記〜（2008年、NHK）- 小林章二
- コンカツ・リカツ（2008年、NHK）- 斉藤誠
- コールセンターの恋人 第7話（2009年、テレビ朝日）- 岡村正彦
- だましゑ歌麿 第1作『だましゑ歌麿』（2009年9月12日、テレビ朝日）- 中山格之助
- 水曜シアター9（テレビ東京）
  - 「鉄道警察官・清村公三郎 SLニセコ号 殺意の汽笛」（2010年）- 残間恭介
- おみやさん 第7シリーズ 第7話（2010年、テレビ朝日）- 永嶋恭一
- 経済ドキュメンタリードラマ ルビコンの決断（2010年8月5日、テレビ東京）- 大島康広
- 月曜ゴールデン (TBS)
  - 「警視庁南平班〜七人の刑事〜2」（2010年）- 神崎研一郎
  - 「家庭教師が解く!〜殺人方程式の推理ドリル〜」（2013年）- 須藤浩市
- 修羅雪姫（2011年3月27日、BS-TBS）- 塚本儀四郎
- 匿名探偵 第1話（2012年、テレビ朝日）- 奥田良郎

### 映画
- 名門!多古西応援団（1987年、東映）- 永井一章
- この胸のときめきを（1988年）- 早川喜一
- 電影少女 -VIDEO GIRL AI-（1991年）- 新舞貴志
- 必殺!5 黄金の血（1991年、松竹）- 千吉
- パ★テ★オ（1992年）- 木田信一／吉田茂 ※日本アカデミー賞新人俳優賞
- ジューンブライド 6月19日の花嫁（1998年）- 杉崎典夫
- サラリーマン金太郎（1999年、東宝）- 鷹司誠士
- ムルデカ17805（2001年、東宝）- 宮田中尉
- 旅の途中で FARDA（2002年）- 木田
- 銃声 LAST DROP OF BLOOD（2003年）- 久間修司
- 極道の妻たち 情炎（2005年）- 菅沼組若頭 河本一兆
- 蒼き狼 〜地果て海尽きるまで〜（2007年）- イェスゲイ・バートル
- マリッジリング（2007年）- 桑村紀夫
- お似合いカップル〜愛情左右（2009年、中国映画）- 太郎
- オンナゴコロ（2009年）- マナブ
- クールガールズ（2009年）
- BOX 袴田事件 命とは（2010年、スローラーナー）- 高見判事

### ゲーム
- テレビシリーズ 家なき子 〜すずの選択〜（1995年）- 片島(先生)
- 華ヤカ哉、我ガ一族 黄昏ポウラスタ（2013年）- 館野成信 ※声の出演[3]
- 華ヤカ哉、我ガ一族 幻燈ノスタルジィ（2015年）- 館野成信 ※声の出演[4]

### ナレーション
- ロングステイ 夫婦で悠々海外生活（旅チャンネル）

### バラエティ
- レッツゴーヤング（1985年 - 1986年、NHK）- サンデーズとして出演
- ラ・ラ☆Kiss（1997年、テレビ朝日）- パーソナリティー
- パパアミーゴ!（1998年 - 1999年、フジテレビ）
- run for money 逃走中

1. 2004年10月1日 逃走成功 390,000

- Campus Link（2006年、TOKYO MXテレビ）
- 石橋を叩いて笑う〜ゴッホの耳〜（2006年12月30日、テレビ朝日）
- 君の瞳に両想い（ダウンタウンのガキの使いやあらへんで!!・絶対に笑ってはいけないスパイ24時）（2010年、日本テレビ）
- ネプリーグ

1. 2014年5月5日 トレンディ俳優チーム
2. 2018年2月19日 トレンディ俳優チーム

### その他テレビ番組
- もっとキニナルチョイス（2023年 - 、TBS） - プレゼンター（商品開発者）として[注 2]

### CM
- 明治「ショコラ・オーレ」（1992年）
- 鈴丹（1993年）
- コーセー「ルシェリ」（1994年）松雪泰子と共演
- 花王「弱酸性メリット」
- サンヨー食品「サッポロ一番」
- タイガー魔法瓶「炊飯ジャー」
- タイガー魔法瓶「電気魔法瓶」

## 著書
- 渇いた海（スコラ）
- 跳べない蛙（スコラ）
- 父親になる（宝島社文庫、2001年）
- 理由（マガジンハウス、2007年11月）
- どん底から1日1億円の売り上げを出す方法（ワニブックス、2018年5月）

## 写真集
- 管野秀夫 [撮影]『Naoki Hosaka : Inner child』スコラ、1993年9月25日。

## 音楽

### シングル
- 全てBMGビクターからリリース。

| # | 発売日         | 曲順 | タイトル                 | 作詞     | 作曲          | 編曲          | 規格品番 |
| - | -------------- | ---- | ------------------------ | -------- | ------------- | ------------- | -------- |
| 1 | 1993年 11月3日 | 01   | Dreaming Christmas       | 保阪尚輝 | Toshi         | Toshi         | BVDR-208 |
| 1 | 1993年 11月3日 | 02   | Heart Beatを確かめたくて | 保阪尚輝 | Toshi         | Toshi         | BVDR-208 |
| 2 | 1994年 5月21日 | 01   | Just A Wonderful Girl    | 保阪尚輝 | SHU           | 加藤みちあき  | BVDR-255 |
| 2 | 1994年 5月21日 | 02   | for you                  | 保阪尚輝 | Jimmy Johnson | Jimmy Johnson | BVDR-255 |

### タイアップ曲
| 年     | 楽曲                  | タイアップ                                  |
| ------ | --------------------- | ------------------------------------------- |
| 1993年 | Dreaming Christmas    | TBS系テレビドラマ「憎しみに微笑んで」挿入歌 |
| 1994年 | Just A Wonderful Girl | マンダム「LUCIDO」CMソング                  |